# Carl Ludwig Willdenow
Carl Ludwig Willdenow (Berlín, 22 de agosto de 1765 - 10 de julio de 1812), fue un botánico, pteridólogo, micólogo y farmacéutico alemán. Se le considera uno de los fundadores de la Fitogeografía, el estudio de la distribución geográfica de las plantas. También fue mentor de Alexander von Humboldt uno de los más conocidos y precoces fitogeográfos.

## Biografía
Tras estudiar Farmacia prosiguió sus estudios en Medicina y Botánica en la Universidad de Halle obteniendo el título de Doctor en Medicina en 1789. Trabajó como farmacéutico en Berlín. En 1789 trabaja como profesor de "Historia Natural" en el Collegium medico-chirurgicum. En 1801 es profesor de Botánica en la nueva Universidad de Berlín. En 1810 es nombrado director del Jardín Botánico de Berlín, cargo que mantuvo hasta su muerte.
En 1811 trabajó en París analizando las plantas traídas por Alexander von Humboldt de su viaje por Sudamérica. Se interesó en la adaptación de las plantas al clima, demostrando que en un mismo clima se presentaban plantas con características comunes. Su herbario, que contenía más de 20.000 especímenes, aún se conserva en Berlín.
Debido a una enfermedad volvió a Berlín donde murió.
Fue uno de los más famosos biólogos sistemáticos debido sobre todo a la fundación de la dendrología.

## Obras
- Florae Berolinensis prodromus, 1787
- Historia Amaranthorum, 1790, 1798
- Grundriß der Kräuterkunde, 1792
- Berlinische Baumzucht,  1796, 2.ª ed. 1811
- Phytographia,  1794
- Linnaei species plantarum. 1798-1826, 6 vols.
- Anleitung zum Selbststudium der Botanik, 1804; 4.ª ed. 1832
- Enumeratio plantarum horti regii botanici Berolinensis. 1792, 9.ª ed. y otras ediciones entre 1798 y 1831
- Caricologia. 1805
- Enumeratio plantarum horti regii botanici Berolinensis. 1809
- Hortus Berolinensis, sive icones et descriptiones …. 1803-1816
- Junto con F. Guimpel & F. G. Hayne. Abbildungen der deutschen Holzarten. 1810-1820

## Reconocimientos
- 1801: nombrado miembro extranjero de la Real Academia de las Ciencias de Suecia

## Epónimos
Géneros]
- (Asteraceae) Willdenowia Steud.[1]
- (Restionaceae) Willdenowia Thunb.[2]
- (Rubiaceae) Willdenowia Steud.[1]

110 especies
- Carex willdenowii Schkuhr ex Willd.
- Croton willdenowii G.L.Webster
- Quercus × willdenowiana (Dippel) Beissn., Schelle & Zabel (pro sp.)
- Selaginella willdenowii (Desv. ex Poir.) Baker
- Trifolium willdenowii Spreng.